# بين بارتليت
بين بارتليت (بالإنجليزية: Ben Bartlett)‏ هو ملحن وعازف قيثارة بريطاني، ولد في 17 مارس 1965 في لندن في المملكة المتحدة.

## وصلات خارجية
- الموقع الرسمي
- بين بارتليت على موقع IMDb (الإنجليزية)
- بين بارتليت على موقع ميوزك برينز (الإنجليزية)
- بين بارتليت على موقع قاعدة بيانات الفيلم (الإنجليزية)